# Tumba de Giovanni Crivelli
La lauda funeraria de Giovanni Crivelli es una obra del escultor Donatello realizada en mármol (213,50x88 cm) ejecutada durante la etapa romana a caballo entre 1432 y 1433. Está alojada en la iglesia romana de Santa Maria Aracoeli en una posición poco privilegiada, es decir, a la derecha de la entrada principal.

## Historia
La lauda funeraria constituye la única obra firmada de la estancia romana de Donatello, que se prolongó durante alrededor tres años (del 1431 al 1433). El archidiácono de Aquileia Giovanni Crivelli la habría encargado antes de  su muerte, que tuvo lugar en 1432, imponiendo al artista el entonces común género de tumba de tierra, es decir destinada a colocar sobre el pavimento de un edificio sagrado.
La lauda, finalizada a lo largo de 1433, año en el cual Donatello abandonó la ciudad papal, lleva todavía los signos de su inevitable suavizado, dada su colocación a la altura del pavimento. Sólo recientemente se ha decidido posicionar el relieve de pie a la derecha de la puerta principal en la Aracoeli. Dicho traslado ha impedido sin embargo una mayor visibilidad de la obra.

## Descripción y estilo
Desgastada pero vigorosa, la lauda no es asignada por los críticos de manera uniforme a Donatello, a causa de la débil composición y de la desgastada documentación disponible. La opción escogida de una composición mucho más convencional que, por ejemplo, la de la lauda sepulcral de Giovanni Pecci en Siena (de 1426 aproximadamente) estuvo quizás provocada por los deseos de los compradores y por la tentativa de complacer el gusto entonces dominante en la ciudad de acogida.
El difunto está representado acostado en un nicho con coronación en forma de concha. La cabeza, apoyada sobre una almohada, está reclinada, las manos cruzadas y la figura acostada sobre un paño bastante monótono. En lo alto se aprecian dos ángeles volando que sostienen un clípeo con el escudo familiar del difunto, hoy casi ilegible. La firma Opus Donatelli Florentini se encuentra grabada en el borde de la lauda situado en la parte superior hacia la izquierda.